# Вільям Маркем
Вільям Маркем (англ. William Markham; 1719, Кінсейл, Корк, Ірландія — 3 листопада 1807, Мейфер, Міддлсекс, Англія) — англійський богослов, архієпископ Йоркський.
Здобув освіту у Вестмінстерській школі в Лондоні та коледжі Крайст Черч у Оксфорді.
Вільям Маркем народився у 1719 році у родині Вільяма Маркема-ст. З 1765 по 1767 рік займав посаду декана у Рочестерскому соборі, був провідним вченим свого часу. У 1771 році був призначений єпископом у Честері та став наставником принца Уельського (майбутнього короля Георга IV). У 1776 році став архієпископом Йоркським, Верховним Лордом, що керує роздачею милостині та таємним радником.
У 1766 році у Маркема народився син Девід Маркем. 
Вільям був завзятим критиком публіциста Річарда Прайса, який розповідав про Американську Революцію. Деякий час Маркем товаришував з Едмундом Берком, але його суперечки з Вореном Гастінгсом зіпсували відносини.
Одна з комун регіону Йорк у канадській провінції Онтаріо була названа на честь Вільяма Маркема його другом, лейтенант-губернатором Онтаріо Джоном Сімко.